# Dezső Miskolczy
Dezső Miskolczy (n. 12 august 1894, Baja, Țările Coroanei Sfântului Ștefan, Austro-Ungaria – d. 30 decembrie 1978, Budapesta, Republica Populară Ungară) medic, neurolog, revoluționarul psihiatriei moderne, care a participat la construirea universității medicale din Târgu Mureș și a fost o personalitate remarcabilă în comunitatea academică mureșeană învațând limba română după luarea deciziei de a rămâne în România.

## Biografie
Miskolcy Dezső s-a născut ca primul copil al lui Miskolczi Ferenc și Nagy Czirok Ilona. Tatăl său a fost agriculor, deținând terenuri, apoi a lucrat ca șef de birou la tribunalul unui district.
Începând cu 1940, Miskolczy a ocupat funcția de rector al Universității (redevenită) Ferenc József I din Cluj. 
Între anii 1943-1944 a ascuns evrei în clinica din Cluj pe care o conducea, salvăndu-i astfel de la deportare.
După schimbările geopolitice din 1944, a purtat negocieri intense cu Petru Groza, primul-ministru al României, în urma cărora a rămas în România și a acceptat să fie printre membrii fondatori ai nou înfiintațului Institutul de Medicină și Farmacie din Târgu Mureș. Miskolczy, un om cu o carieră științifică impresionantă, a înțeles noua situație și compromisurile care trebuie luate, a învățat limba română și întemeiat școala medicală maghiară din România în loc de Cluj, în orașul de pe Mureș, unde a rămas pâna în toamna anului 1964.
Miskolczy a încetat din viață în data de 30 decembrie 1978 la Budapesta. Este înmormântat în Cimitirul Farkasréti din capitala Ungariei.

## Reviste de specialitate
Miskolczy a făcut parte din redacțiile revistelor de specialitate atât din Ungaria, cât și din România, țară unde a publicat lucrări în limba română. 
- Acta Med. Szeged (1936)
- Acta Med. Cluj (1940–1945)
- Orvosi Szemle/Revista Medicală, Târgu Mureș (până în 1964)
- Neurologie, Psihiatrie, Neurochirurgie, București (până în 1964)
- Studii și Cercetări de Neurologie, Psihiatrie, Neurochirurgie, București (până în 1964)
- Ideggyógyászati Szemle, Budapest (1965–1978)
- Orvostudomány, Budapest (1965–1978)

## Premii
- Balassa János-emlékérem, 1948
- Munka Érdemrend I. fokozat, 1955 és 1956
- Premiul "A haza felszabadulásának 20. évfordulója" 1964, București
- Steaua Republicii Populare Române de grad I, 1964, București
- Munka Érdemrend arany fokozat, 1967, 1969
- Semmelweis Ignác-emlékérem, 1969
- Állami Díj II. fokozat, 1973 – Életművéért, az elme- és idegkórtan (különösen az elme- és idegbetegségek kórszövettana) terén kifejtett kutatómunkájáért és klinikai tevékenységéért.
- A Magyar Népköztársaság Zászlórendje II. fokozat, 1974

### Distincții
- Ordinul Muncii clasa a II-a (21 august 1954) „pentru merite deosebite pe tărîmul construcției de stat, economice, sociale și culturale, cu ocazia celei de a zecea aniversări a eliberării patriei noastre”[3]
- Ordinul Muncii clasa I (2 iunie 1955) „pentru munca deosebită depusă în sectorul lor de activitate și cu ocazia împlinirii a 10 ani de la înființarea Institutului Medico-Farmaceutic din Tîrgu Mureș”[4]
- Ordinul Muncii clasa I (31 decembrie 1956) „cu prilejul împlinirii a 90 de ani de la înființarea Societății Academice Romîne, pentru merite deosebite in muncă”[5]